# Ingram Hill
Ingram Hill est un groupe de rock originaire de Memphis, dans le Tennessee. 
Les amis d'enfance Justin Moore (chanteur principal, guitariste) et Phil Bogard (guitariste principal) se joignent à Shea Sowell (bassiste, chœur) et Matt Chambless (batteur) pour former le groupe durant l'été 2000. Ils donnent leur premier concert le 23 août 2000 à Oxford, dans le Mississippi.
En 2002, le groupe sort son premier EP, Until Now; sous le label indépendant Traveler Records. Le chanteur du groupe Tonic, Emerson Hart, produit cinq titres de l'album. Il se vendra à plus de 10 000 exemplaires à travers le pays.
Leur véritable premier album, June's Picture Show sort en 2004 sous le label Hollywood Records.
Deux des titres de l'album June's Picture Show ("Will I Ever Make it Home" et "Almost Perfect") devinrent des Billboard Adult Contemporary Hits.
Le groupe a également fait une reprise de "More Than A Feeling" du groupe Boston pour la bande son de La Coccinelle revient.

## Discographie
- 2002 : Until Now
- 2004 : June's Picture Show
- 2006 : Why The Wait
- 2007 : Cold In California